# Путеєцьке міське поселення
Путе́єцьке міське поселення (рос. Путеецкое городское поселение) — муніципальне утворення у складі Печорського району Республіки Комі, Росія. Адміністративний центр — селище міського типу Путеєць.
2011 року до складу сільського поселення була включена територія ліквідованих Косьюського сільського поселення (селище Косью) та Синяського сільського поселення (селище Синя).

## Населення
Населення — 2449 осіб (2017, 2974 у 2010, 3219 у 2002, 3192 у 1989).

## Склад
До складу поселення входять такі населені пункти:
| Населений пункт               | Населення, осіб (1989) | Населення, осіб (2002) | Населення, осіб (2010) |
| ----------------------------- | ---------------------- | ---------------------- | ---------------------- |
| Білий Ю, селище               | 398                    | 172                    | 108                    |
| Косью, селище                 | -                      | 195                    | 153                    |
| Луговий, селище               | 946                    | 591                    | 488                    |
| Міша-Яг, селище               | 290                    | 404                    | 734                    |
| Путеєць, селище міського типу | 1558                   | 1286                   | 1116                   |
| Синя, селище                  | -                      | 571                    | 375                    |